# William Stoney
William Stoney né le 9 mai 1898 à Pateley Bridge et mort le 16 février 1980 à Huddersfield, est un nageur britannique ayant participé aux Jeux olympiques de 1920 à Anvers et de 1924 à Paris.
Plusieurs fois médaillé national au 220 yards brasse : argent en 1920, 1921 et 1922 et or en 1923, William Stoney est sélectionné pour représenter la Grande-Bretagne aux Jeux olympiques de 1920 à Anvers et de 1924 à Paris.
En 1920, il réalise 3 min 20 s 80 en séries du 200 mètres brasse et ne se qualifie pas pour les demi-finales.
En 1924, il n'entre pas plus en demi-finale sur le 200 mètres brasse avec un temps de 3 min 10 s 30 au cours de la plus rapide des séries, dominée par le futur vainqueur Robert Skelton.